# ناو کلاس فوروتاکا
کروزر کلاس فوروتاکا (به انگلیسی: Furutaka-class cruiser) یک کلاس از کشتی است که طول آن ۶۰۷ فوت (۱۸۵ متر) می‌باشد.